# Raorchestes parvulus
Espèce
Synonymes
- Ixalus parvulus (Boulenger, 1893)
- Philautus parvulus (Boulenger, 1893)
- Pseudophilautus parvulus (Boulenger, 1893)

Statut de conservation UICN

 LC  : Préoccupation mineure
Raorchestes parvulus est une espèce d'amphibiens de la famille des Rhacophoridae rencontrée en Asie du Sud-Est. Décrite pour la première fois par George Albert Boulenger en 1893, son nom vient du latin parvulus signifiant « très petit ».

## Description

### Caractéristiques
Selon George Albert Boulenger, les spécimens mesurent 23 mm. Leur dos est gris ou brun ; soit uniforme, soit avec une tache sombre entre les yeux. Leur ventre est brun, ou blanc assombri de mouchetures brunes. Leurs mains et pieds présentent des ventouses adhésives, et, alors que leurs doigts sont totalement indépendants, leurs orteils sont légèrement palmés. Les mâles présentent un important sac vocal externe. Aujourd'hui, des sources plus récentes estiment que la taille des individus est comprise entre 18 et 21 mm.

### Taxonomie
Pour l'UICN, ce taxon serait un complexe de plusieurs espèces.

## Répartition et habitat
Cette espèce se rencontre en Birmanie, en Thaïlande, au Cambodge, au Laos, au Viêt Nam et en Malaisie péninsulaire. Elle pourrait également être présente en Inde du Nord-Est et en Chine,.
Raorchestes parvulus vit entre 50 et 1 400 mètres d'altitude, principalement dans les forêts tempérées sempervirentes, mais aussi dans les pelouses et certains types de forêts décidues humides tropicales et subtropicales. Les individus ont principalement été observés dans les arbres et parmi une végétation dense, à proximité de cours d'eau.
Enregistrant une baisse de sa population, il est probable que cette espèce souffre d'une perte d'habitat à cause de l'exploitation forestière et de l'expansion des terres agricoles. Toutefois, celle-ci n'est pas considérée comme une espèce menacée parce qu'elle est répartie dans une large zone et que le nombre total d'individus est supposé plutôt vaste. En outre, beaucoup de spécimens sont recensés dans des zones protégées.

## Galerie

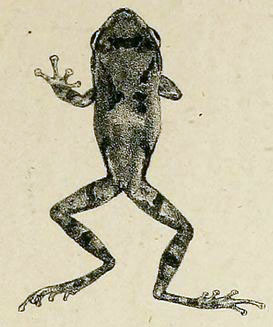
Représentation d'un Raorchestes parvulus par George Albert Boulenger, en 1893.
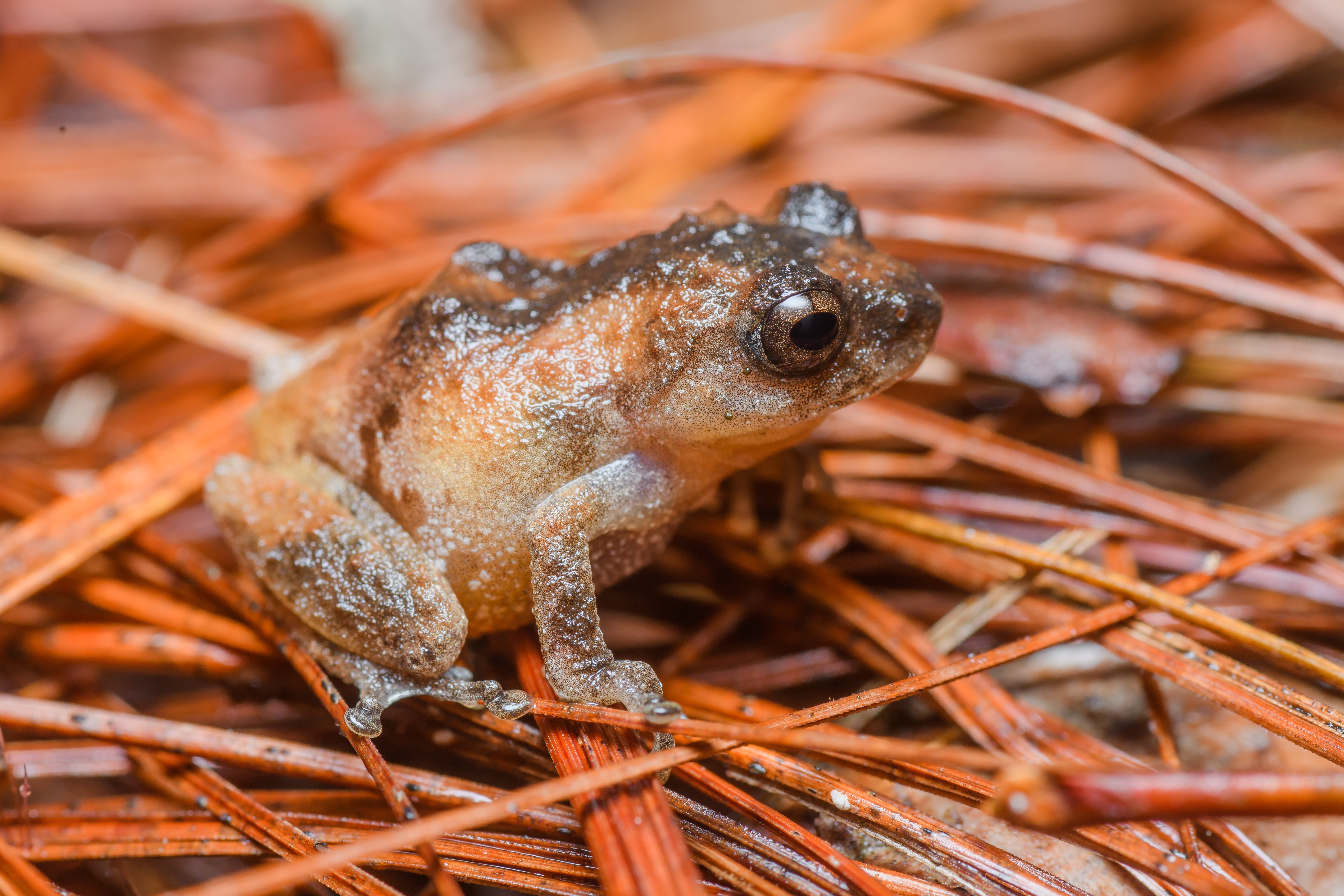
Une femelle Raorchestes parvulus en Thaïlande, photographiée en 2018.
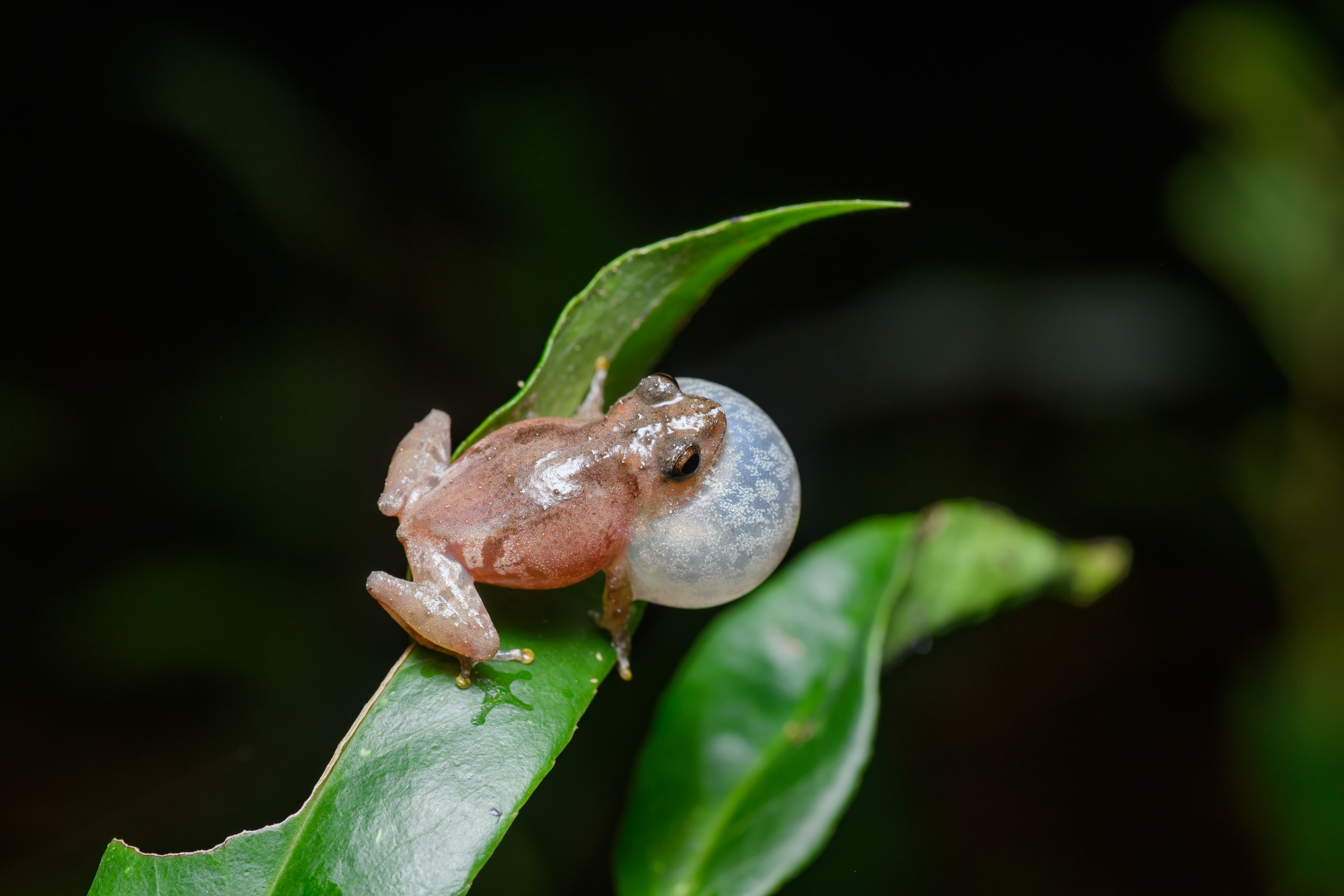
Un Raorchestes parvulus mâle en Thaïlande, photographié en 2018.